# Madingo Kayes
Madingo Kayes is een archeologische vindplaats in de huidige Republiek Congo, dicht bij de stad Madingo-Kayes. Het is de locatie van een van de vroegst gedocumenteerde complexe samenlevingen in West-Centraal Afrika. Opgravingen uitgevoerd door James Denbow in de jaren 1990 bevestigden een tweeordelijk nederzettingspatroon, gedateerd naar de vroege eeuwen van onze jaartelling door middel van de koolstof-14-methode. Er werden ten minste drie sites van verschillende grootte gevonden, hoewel de onderlinge verbanden en het bestaan van enige vorm van nederzettings- of economische hiërarchie nog niet zijn vastgesteld.